# タイロン・サヴェージ
タイロン・サヴェージ（Tyrone Savage、1985年5月15日 - ）は、カナダの俳優。

## 出演作品
- アメリカン・パイ in ハレンチ課外授業